# Марксштадтский район
Марксштадский  райо́н — административно-территориальная единица в Автономной области немцев Повольжья, существовавшая в 1921-1922 годах. Административный центр — г. Марксштадт.

Население Марксштадского райо́на в 1922 г.
(по данным Облстатуправления на 1 января):
| Название населенного пункта. | Число жителей |
| ---------------------------- | ------------- |
| 1. Орловское                 | 2847          |
| 2. Обермонжу                 | 1685          |
| 3. Боаро                     | 3119          |
| 4. Эрнестинендорф            | 877           |
| 5. Филиппсфельд              | 731           |
| 6. Кано                      | 1138          |
| 7. Борегардт                 | 1306          |
| 8. Паульское                 | 1856          |
| 9. Нидермонжу                | 2148          |
| 10. Теляуза                  | 2055          |
| 11.Марксштадт (с хуторами)   | 14 476        |
| ИТОГО по району              | 32 826        |

В  1922 г. Марксштадский район был объединен с Панинским районом и преобразован в Марксштадский кантон.